# 威尔森·罗德里格斯·丰塞卡
威尔森·罗德里格斯·丰塞卡（Wilson Rodrigues Fonseca，1985年3月21日—），简称威尔森，是一名巴西足球运动员，司职前锋，现在效力于日本职业足球联赛球队仙台維加泰。

## 俱乐部生涯
2003年，威尔森在巴甲联赛球队科林蒂安开始职业足球生涯，2005年7月曾被租借到保利斯塔。2008年1月，他110万欧元的身价转会意甲球队热那亚，他和热那亚签约三年半。但他无法适应意大利足球，2008年夏季又被租借回巴西球队累西腓。2009年7月，累西腓免费签入威尔森。 
2011年2月，威尔森转会加盟中超球队陕西浐灞。受到球队频繁换帅的影响，他在队中的位置并不稳固，在2011赛季中出场23次，仅有3球进帐。
2012年1月，威尔森加盟日本职业足球联赛球队仙台維加泰。